# Sangala philodamea
Sangala philodamea là một loài bướm đêm trong họ Geometridae.